# Homínids
|  | Aquest article tracta sobre un tàxon animal. Vegeu-ne altres significats a «Hominide». |

Els homínids (Hominidae) són una família de primats que inclou l'ésser humà i les espècies fòssils emparentades que presentaven locomoció bípeda, així com els grans simis: ximpanzés, bonobos, goril·les i orangutans.
Originalment, la família es restringia als humans i els seus parents extints. Això feia de la família Pongidae un grup parafilètic. En l'actualitat, la tendència és la de fer grups monofilètics, per la qual cosa hi havia dues solucions: incloure la família dels pòngids dintre dels homínids, o bé conservar-la com a família separada, però sense els gèneres Gorilla i Pan. El que s'ha fet és considerar-los tàxons sinònims.

## Taxonomia
Hi ha vuit espècies vives de grans simis, que estan classificades en quatre gèneres. La següent classificació és la més acceptada:
- Família Hominidae: grans simis i humans. S'exclouen els gèneres i espècies extintes.
  - Subfamília Ponginae
    - Gènere Pongo
      - Orangutan de Borneo, Pongo pygmaeus
      - Orangutan de Sumatra, Pongo abelii
      - Pongo tapanuliensis

  - Subfamília Homininae
    - Tribu Gorillini
      - Gènere Gorilla
        - Goril·la occidental, Gorilla gorilla
        - Goril·la oriental, Gorilla beringei

    - Tribu Hominini
      - Subtribu Panina
        - Gènere Pan
          - Ximpanzé, Pan troglodytes
          - Bonobo, Pan paniscus

      - Subtribu Hominina
        - Gènere Homo
          - Humà, Homo sapiens

## Espècies extintes

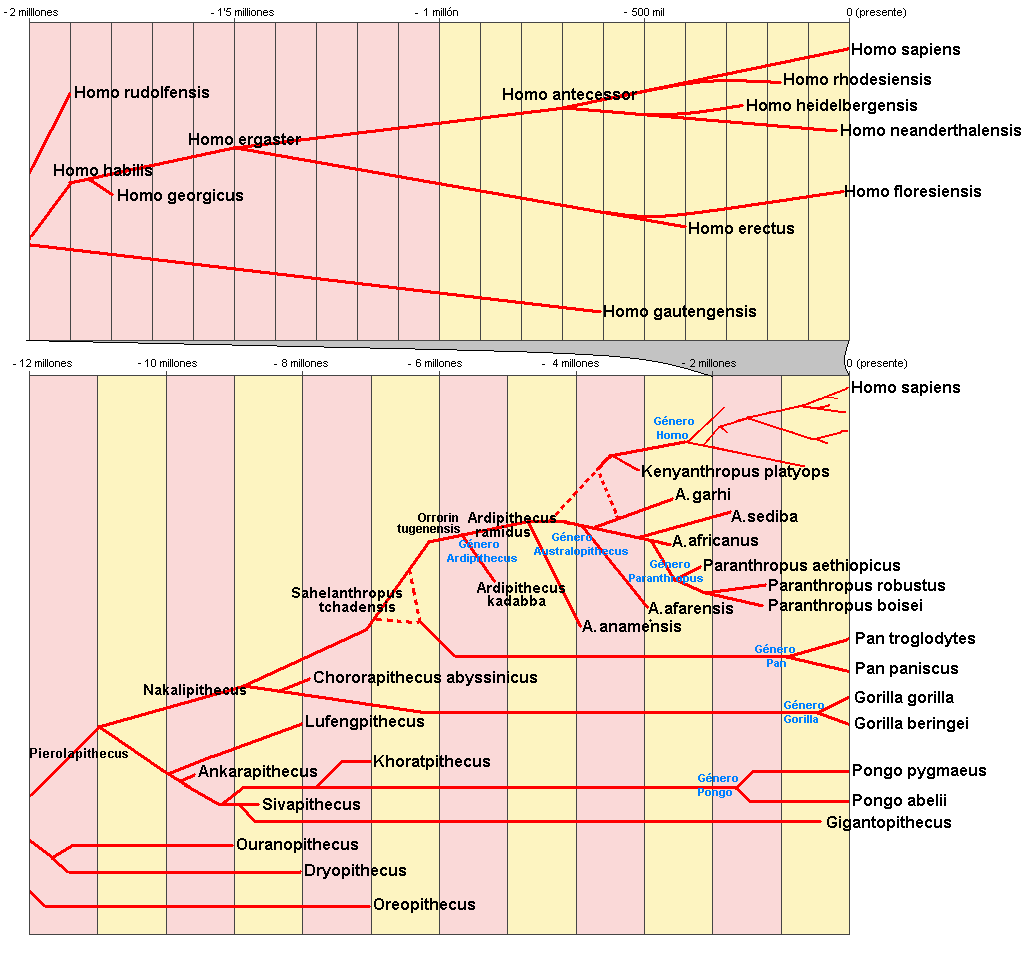
Filogènia dels homínids

Dintre de la família Hominidae, hi ha les següents espècies i gèneres extints:
- Subfamília Ponginae
  - Gènere Dryopithecus †
  - Gènere Gigantopithecus †
  - Gènere Indopithecus †
  - Gènere Sivapithecus †
- Subfamília Homininae
  - Tribu Dryopithecini †
    - Gènere Nakalipithecus †
      - Nakalipithecus nakayamai †

    - Gènere Anoiapithecus †
      - Anoiapithecus brevirostris †

    - Gènere Dryopithecus †
      - Dryopithecus wuduensis †
      - Dryopithecus fontani †

    - Gènere Neopithecus †
      - Neopithecus brancoi †

    - Gènere Pierolapithecus †
      - Pierolapithecus catalaunicus †

    - Gènere Rudapithecus †
      - Rudapithecus hungaricus †

    - Gènere Samburupithecus †
      - Samburupithecus kiptalami †

  - Tribu Gorillini
    - Gènere Chororapithecus †
      - Chororapithecus abyssinicus †

  - Tribu Hispanopithecini †
    - Gènere Hispanopithecus †
      - Hispanopithecus crusafonti †
      - Hispanopithecus hungaricus †
      - Hispanopithecus laietanus †

  - Tribu Hominini
    - ?Gènere Sahelanthropus  †
      - ?Sahelanthropus tchadensis †

    - Gènere Orrorin †
      - Orrorin tugenensis † fòssils amb 6 milions d'anys d'antiguitat

    - Subtribu Hominina
      - Gènere Ardipithecus †
        - Ardipithecus ramidus † fòssils de 4,4 milions d'anys a l'Àfrica de l'Est;
        - Ardipithecus kadabba †

      - Gènere Kenyanthropus † gènere controvertit amb una única espècie:
        - Kenyanthropus platyops †, "humà de Kenya de cara plana".

      - Gènere Australopithecus †
        - Australopithecus anamensis † 4,3 a 2,9 milions d'anys, Àfrica de l'Est;
        - Australopithecus afarensis †, la famosa "Lucy", 3,9 a 3,0 milions d'anys, a l'Àfrica de l'Est;
        - Australopithecus africanus †, 2,8 a 2,4 milions d'anys, a l'Àfrica del Sud;
        - Australopithecus bahrelghazali †, 3,5 a 3,0 milions d'anys, l'únic australopitec trobat al nord de l'Àfrica central;
        - Australopithecus garhi †, aprox. entre 3 i 2 milions d'anys, a l'Àfrica de l'Est.

      - Gènere Paranthropus †
        - Paranthropus aethiopicus † (o A. aethiopicus), 2,7 a 1,9 milions d'anys, a l'Àfrica de l'Est;
        - Paranthropus boisei † (o A. boisei), 2,3 a 1,4 milions d'anys, a l'Àfrica de l'Est;
        - Paranthropus robustus † (o A. robustus), 1,9 a 1,0 milions d'anys, Àfrica del Sud.

      - Gènere Homo
        - Homo naledi †
        - Homo habilis †
        - Homo rudolfensis †
        - Homo ergaster †
        - Homo georgicus †
        - Homo erectus †
        - Homo cepranensis †
        - Homo antecessor †
        - Homo heidelbergensis †
        - Homo rhodesiensis †
        - Homo neanderthalensis †
        - Homo Denisova †
        - Homo floresiensis †

Alguns autors consideren els gèneres Australopithecus i Paranthropus com una mateix gènere (Australopithecus). Tots dos gèneres s'anomenen col·lectivament com a Australopithecines.
L'Australopithecus sensu stricto inclou les espècies d'australopitec conegut com a «gràcil», mentre que Paranthropus inclou l'australopitec conegut com a «robust».
Kenyanthropus és un gènere controvertit, descrit el 2001, per a alguns autors un nou gènere relacionat amb els australopitecs; per a d'altres, un australopitec.

## Consideracions jurídiques
Els homínids no humans són, jurídicament, animals. Ara bé, darrerament, existeix un corrent filosòfic que pretén estendre la consideració de persones, fins ara reservat en exclusiva als éssers humans, a tots els homínids. Com a conseqüència immediata d'aquest plantejament, des del 1993, s'ha generat un moviment que proposa el reconeixement de determinats drets per als grans simis.